# Eysins
Eysins est une commune suisse du canton de Vaud, située dans le district de Nyon. Ses habitants, au nombre de 1 345, sont appelés les Eysinois ou Eysinoux. Ils ont également un sobriquet : « les Peupliers ».
En 2000, 77 % des habitants étaient suisses.

## Héraldique
« D'azur à la croix d'or, flanqué de deux roses d’or et pointées de sinople en cantons dextre et senestre du chef ».
En 1921, la commune choisit pour ses nouvelles armoiries les émaux et les roses des armes de la famille Olivier et s'inspira des armes de Savoie pour la croix.

## Géographie
La commune s'étend sur une surface de 238 hectares et se situe à 437 m d'altitude.

## Population

### Gentilé et surnom
Les habitants de la commune se nomment les Eysinois (ou les Eysinous).
Ils sont surnommés les Peupliers,.

## Histoire
Les Romains ont laissé des traces de leur passage à Eysins où subsistent encore un aqueduc et une nécropole. Plus tard, vers l'an 1000, une ferme royale située à Terrebonne était la propriété des rois de Bourgogne. La commune a ensuite appartenu au Comte de Savoie puis au Baron de Vaud au XIVe siècle.
La commune portait le nom d'Oysissi en 1457 qui signifie « charmant pays ».

## Personnalités liées à la commune
- Les frères Urbain et Juste Olivier, romancier pour le premier et poète et historien pour le second. Un monument leur rend hommage, de même que les émaux et roses des armes Olivier sur les armoiries d'Eysins[6].
- Edgar Snow, journaliste et écrivain américain.

## Art: poteries de Paul Gerber
Après avoir étudié à l'École suisse de céramique, et avoir travaillé comme modeleur puis enseigné, Paul Gerber s'installe finalement à Eysins en 1936 pour y construire des ateliers. Il y recevra même quelque temps un fils des entreprises Deshoulières. Ses poteries constituent aujourd'hui de beaux objets de collection.